# Палеотериевые
Палеотериевые (лат. Palaeotheriidae) — семейство вымерших млекопитающих из отряда непарнокопытных (Perissodactyla). Представители этого семейства являлись близкими родственниками современных лошадиных (Equidae), но могут отделяться в самостоятельный подотряд лошадеобразных (Hippomorpha).
Большинство палеотериевых были животными малых размеров. Их наиболее ранние представители достигали высоты в плечах всего 20 см, в то время как более поздние палеотериевые по величине были сопоставимы со свиньями или пони. Однако, как минимум один род — палеотерии — достигал размеров лошади. На передних лапах у них было четыре, на задних — три пальца и в отличие от современных лошадей у них не было редукции количества пальцев. Зубы были приспособлены к пережёвыванию мягкой растительной пищи, такой как листья. Вероятно, эти животные жили в группах, а их средой обитания были главным образом болотистые леса.
Одним из самых ранних представителей семейства считаются гиракотерии, систематический статус которых остаётся спорным. Иногда их рассматривают как общих предков всей группы лошадеобразных (Hippomorpha), в которой объединены лошадиные и палеотериевые. Более поздние роды семейства: Propalaeotherium, Pachynolophus, Plagiolophus и Palaeotherium. У последнего, вероятно, имелся короткий хобот, похожий на хобот современных тапиров.
В отличие от лошадиных ареал палеотериевых ограничивался Евразией, большинство ископаемых были найдены в Европе. Вымирание семейства произошло в олигоцене.